# アンリ・ジェルベクス
アンリ・ジェルベクス（Henri Gervex, 1852年12月10日 - 1929年6月7日）は、フランスの画家。

## 略歴
パリのモンマルトルのピアノ職人の息子に生まれた。1867年に15歳で家族の知り合いの画家、ブリッセ（Pierre-Nicolas Brisset）のスタジオで学び、3年後に普仏戦争で軍務につく。戦争が終わった後、パリ国立高等美術学校（エコール・デ・ボザール）に入学し、アレクサンドル・カバネルに学んだ。一緒に学んだ画家には、ジャン＝ルイ・フォランやフェルナン・コルモンがいる。オリエンタリスト派の画家、小説家、ウジェーヌ・フロマンタンにも師事した。

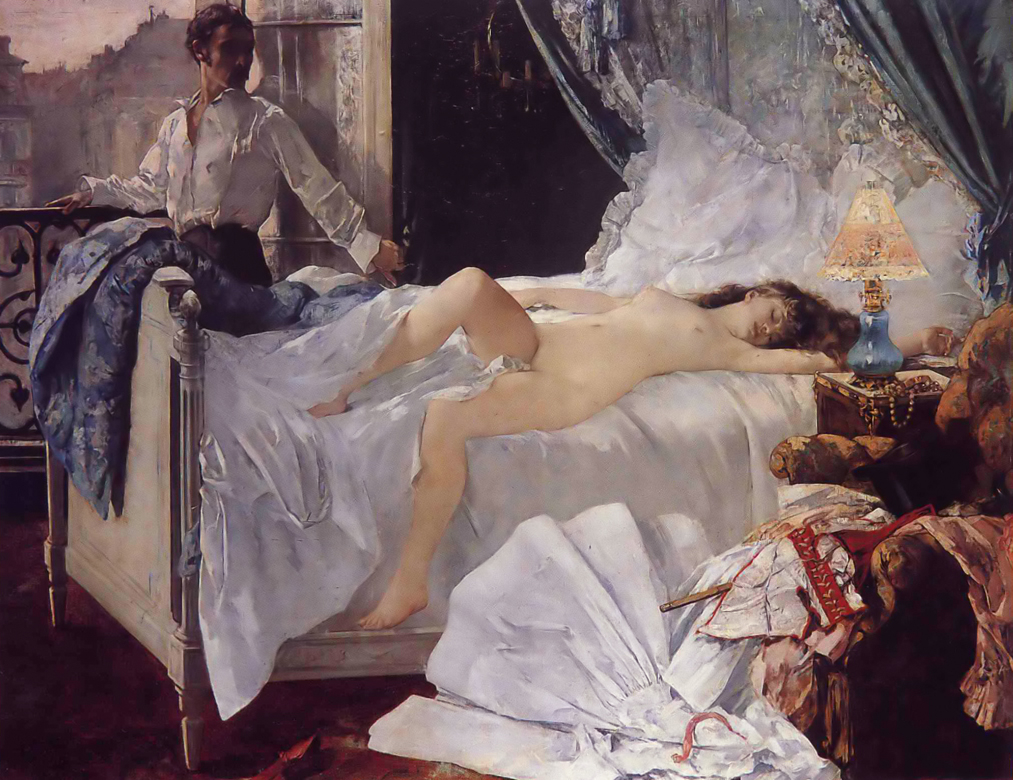
“Rolla”(1873)

1873年からサロン・ド・パリに、ヌードを描く口実を得るための神話を題材にした絵画を出展し始め、翌年のサロンで2位を受賞した。1876年には、印象派の画家エドゥアール・マネと知り合い、印象派の画家たちと交流している。1878年に裸婦を描いた作品、"Rolla"は、1865年のマネのオランピアと同様な理由(「現実の裸体の女性」を描いた事)で展示を拒否されるが、美術商バギュ（Bague）の画廊に展示され、人々が殺到した。
その後は現代的な生活風景を表現することに専念し、現代版テュルプ博士の解剖学講義とも言える作品、”Dr Péan at the Salpétrière”(1887)で大成功を収める。これにより公的な場の絵画や公共建築物の装飾を任せられるようになる。前者としては、Palais de l'Industrie(現ヴェルサイユ美術館)の“The Distribution of Awards”、1896年5月14日モスクワにて“The Coronation of Nicolas II”(ニコライ二世の戴冠式) (1889)、新聞社La République françaiseの社員の肖像画など。後者としては、パリ市庁舎のホールの天井の装飾、パリ19区区役所の装飾パネルなど。1880年代にはスペインやオーギュスト・ロダンとイギリスを旅した。1880年代までには高い評価を得るようになり、1889年にはレジオン・ドヌール勲章オフィシエを受勲し、1890年にノルウェーの聖オーラヴ勲章をはじめ、各国から勲章を受けた。

## 作品
- "Satyre and Menade" (1874)
- Scène de café à Paris (1877)
- Mlle Valtesse de la Bigne (1879)
- Retour de bal(c.1879)
- "Avant l'Opération"(1887)